# 瑙吉多布绍
瑙吉多布绍，是匈牙利巴兰尼亚州所辖的一个村。总面积13.23平方公里，总人口679，人口密度51.3人/平方公里（2011年1月1日）。